# 洛克諾湖
57°28′02″N 29°36′28″E / 57.46722°N 29.60778°E
洛克諾湖（俄语：Локно），是俄羅斯的湖泊，位於該國西北部，由普斯科夫州負責管轄，處於傑多維奇區，面積2.5平方公里，集水區面積19.5平方公里，平均水深5.9米，最大水深12米。